# SFK Sarajevo
El SFK 2000 Sarajevo és un club femení de futbol de Sarajevo que juga al campionat bosnià, que ha dominat quasi des de la seva fundació amb catorze títols consecutius. A la Lliga de Campions ha superat la fase prèvia en dos ocasions.
Des del 2015 porta l'escut i l'uniforme del FK Sarajevo.

## Palmarès
- 14 Campionats de Bòsnia-Hercegovina
  - 02/03 - 03/04 - 04/05 - 05/06 - 06/07 - 07/08 - 08/09 - 09/10 - 10/11 - 11/12 - 12/13 - 13/14 - 14/15 - 15/16
- 12 Copes de Bòsnia-Hercegovina
  - 02/03 - 03/04 - 05/06 - 06/07 - 07/08 - 08/09 - 09/10 - 10/11 - 11/12 - 12/13 - 13/14 - 14/15

| Edició |                    | 1ª Fase previa ¹    | 2ª Fase previa ¹ | Quarts de final | Semifinals | Final |
| ------ | ------------------ | ------------------- | ---------------- | --------------- | ---------- | ----- |
| 03/04  |                    | ZNK Osijek          |                  |                 |            |       |
| 04/05  |                    | AE Aegina           |                  |                 |            |       |
| 05/06  |                    | Lada Togliatti      |                  |                 |            |       |
| 06/07  |                    | Universitet Vitebsk |                  |                 |            |       |
| 07/08  |                    | Olympique Lió       |                  |                 |            |       |
| 08/09  |                    | FC Zürich           |                  |                 |            |       |
| Edició | Fase previa ¹      | Setzens de final    | Vuitens de final | Quarts de final | Semifinals | Final |
| 09/10  |                    | Zvezda Perm         |                  |                 |            |       |
| 10/11  | Apollon Limassol   |                     |                  |                 |            |       |
| 11/12  | Olimpia Cluj       |                     |                  |                 |            |       |
| 12/13  | Peamount United    | Sparta Praga        |                  |                 |            |       |
| 13/14  | Konak Belediyespor |                     |                  |                 |            |       |
| 14/15  | Medyk Konin        |                     |                  |                 |            |       |
| 15/16  | FK Minsk           |                     |                  |                 |            |       |
| 16/17  | FC Ramat HaSharon  | FK Rossiyanka       |                  |                 |            |       |

- ¹ Fase de grups. Equip classificat pillor possicionat en cas d'eliminació o equip eliminat millor possicionat en cas de classificació.